# Museo de la Cultura Huasteca
El Museo de la Cultura Huasteca es un conjunto museístico dedicado a la difusión cultural y rescate de la cultura huasteca, fundado en 1960 e inaugurado en 1970. En 2003, se mudó a la ciudad de Tampico, Tamaulipas.

## Historia
El 16 de enero de 1960 fue fundado un primer Museo de la Cultura Huasteca en uno de los edificios del Instituto Tecnológico de Ciudad Madero. Posteriormente en 2001, se comenzó la planeación de la construcción de un nuevo edificio que albergase la colección a petición de un patronato integrado por distintas instituciones gubernamentales y privadas de Tamaulipas y del Gobierno Federal.
El 4 de octubre de 2003 se mudó el acervo a un nuevo edificio localizado en el Espacio Cultural Metropolitano Tamaulipas.

## Colección
Bajo su custodia se resguardan piezas provenientes de 30 colecciones arqueológicas y etnográficas diferentes, las cuales componen un total de 1839 piezas. Estas fueron donaciones de algunas colecciones privadas, así como procedentes de investigaciones en toda la zona de la Huasteca: Veracruz, San Luis Potosí, Hidalgo, Tamaulipas, Puebla y Querétaro.